# Boufarik
Boufarik (în arabă بوفاريك) este o comună din provincia Blida, Algeria.
Populația comunei este de 71.446 locuitori (2008).